# Relieve costero

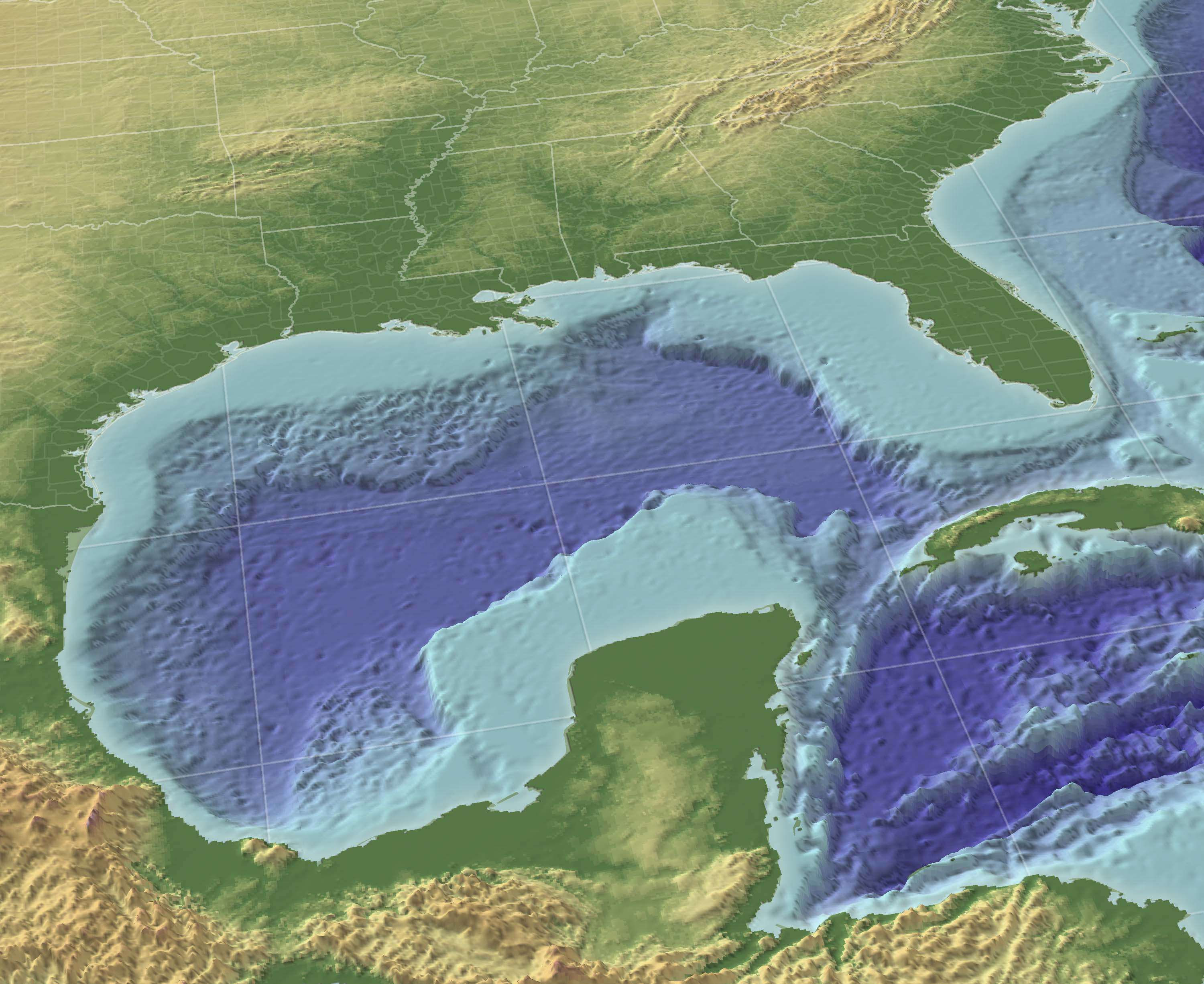
Golfo de México.

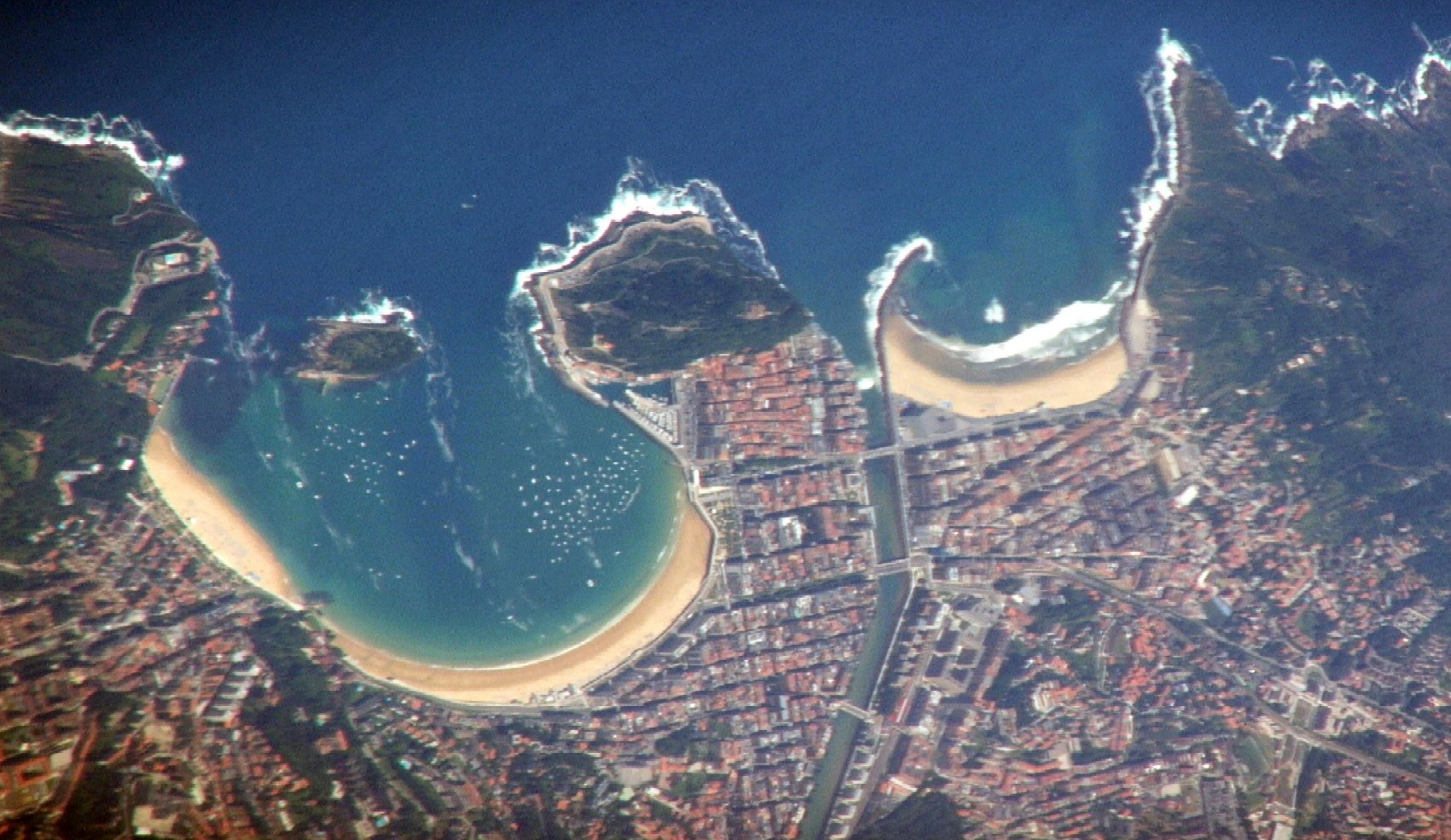
Vista de la bahía de La Concha, en San Sebastián (España).

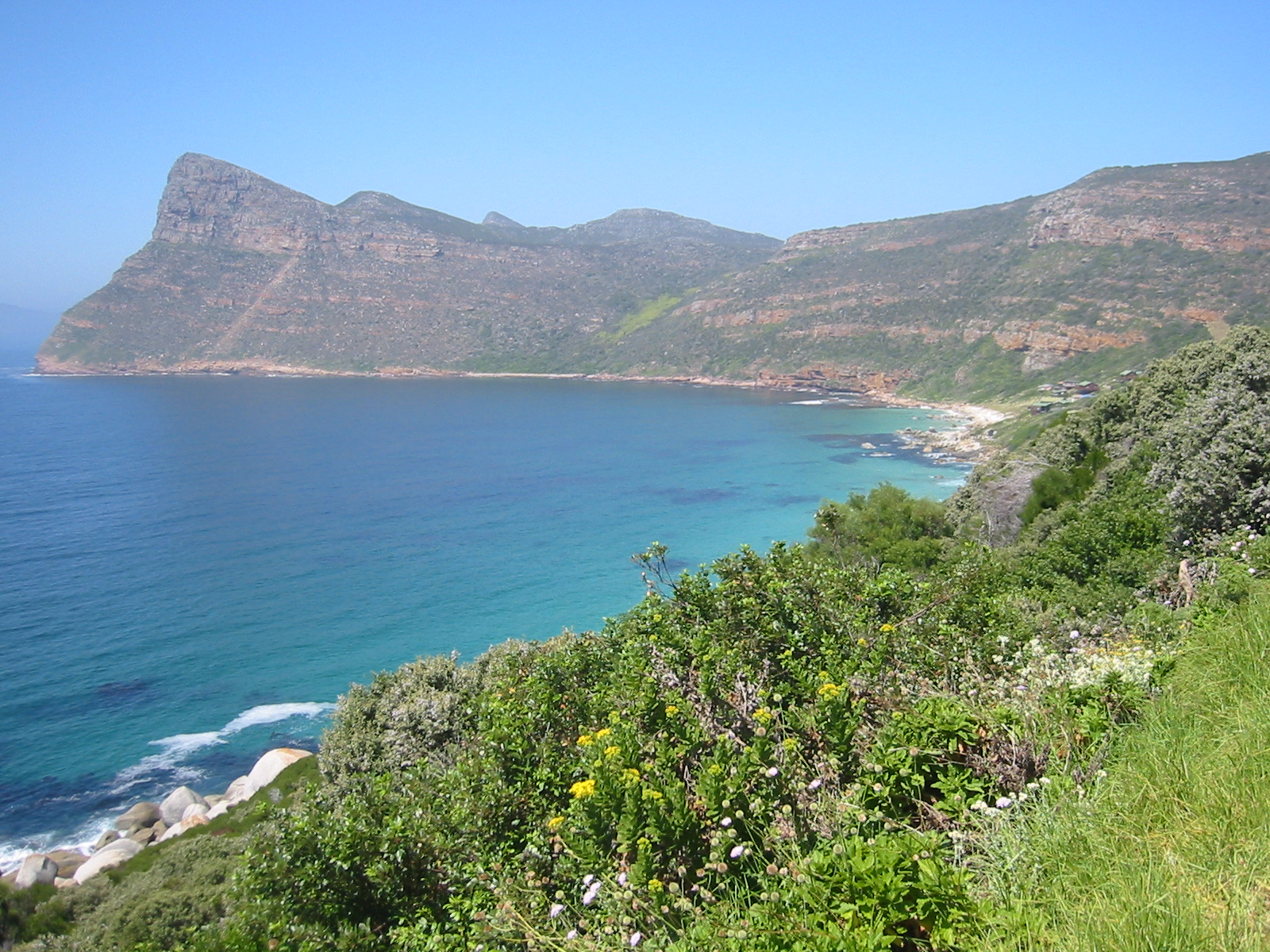
Cabo de Buena Esperanza.

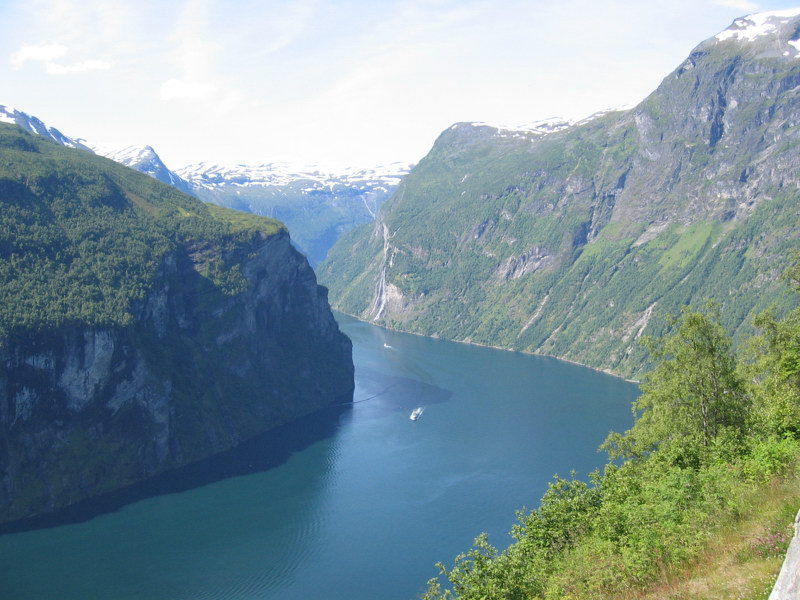
Fiordo de Geiranger en Noruega.

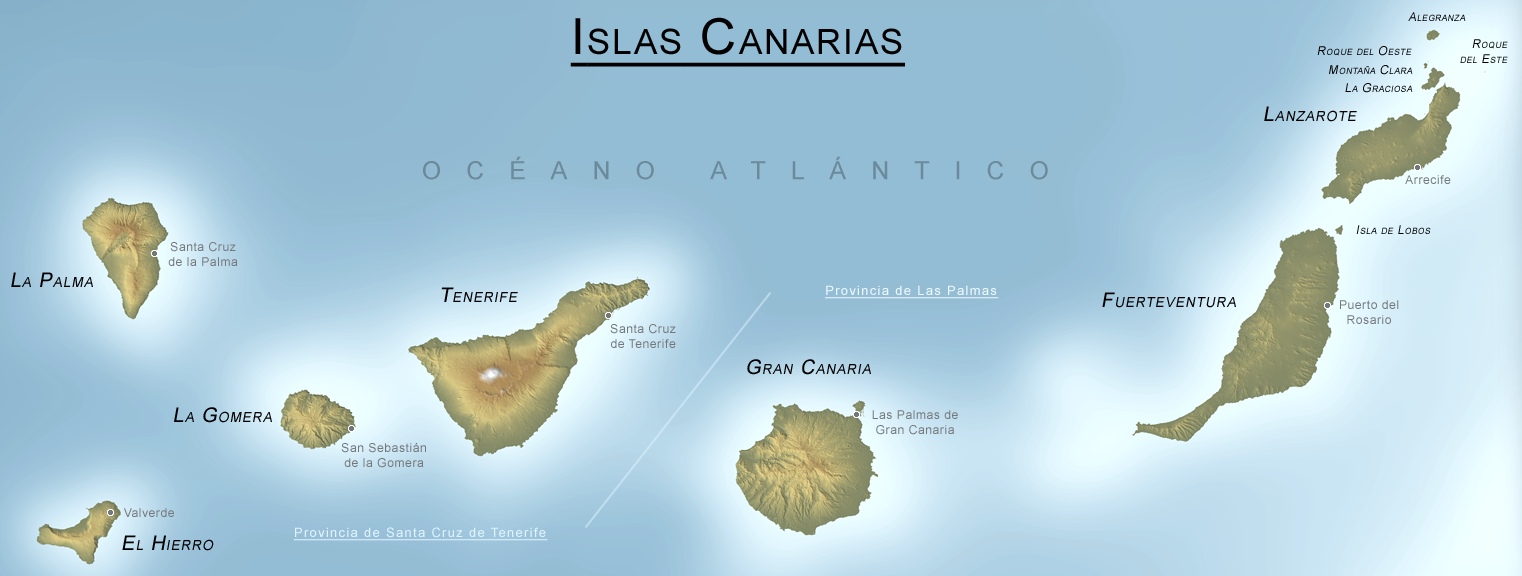
Mapa del archipiélago canario.

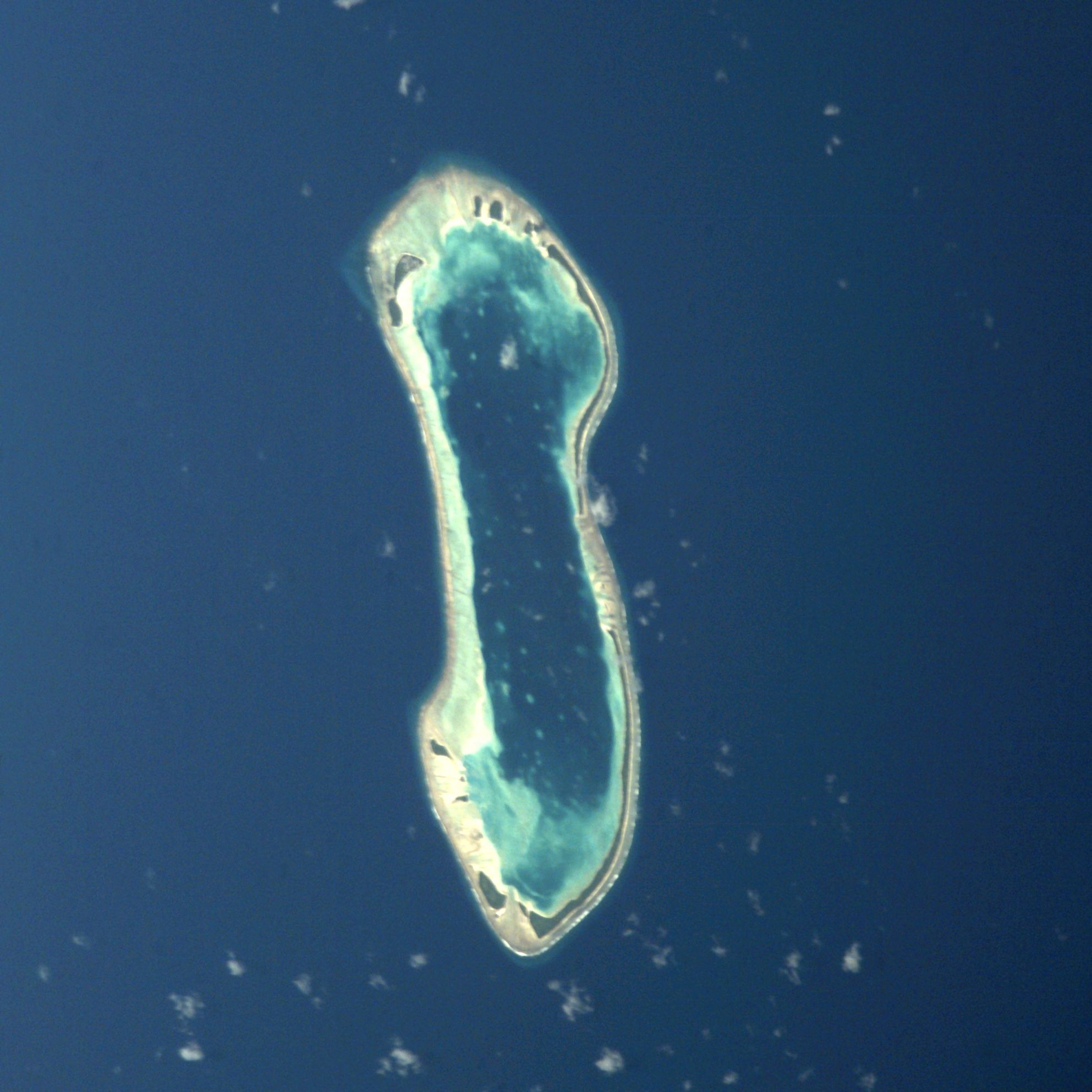
Vista satelital de isla coralina.

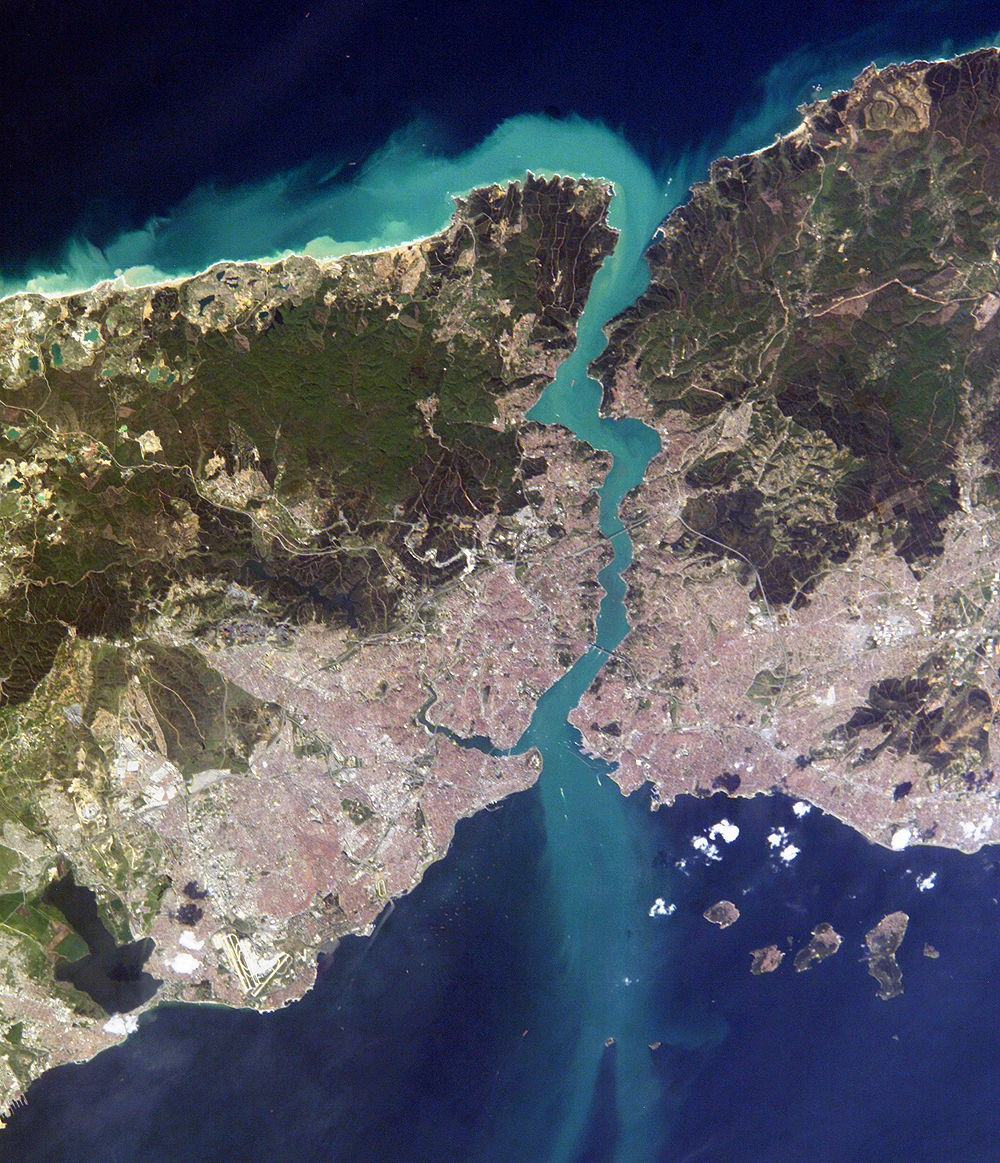
Vista satelital del estrecho del Bósforo.

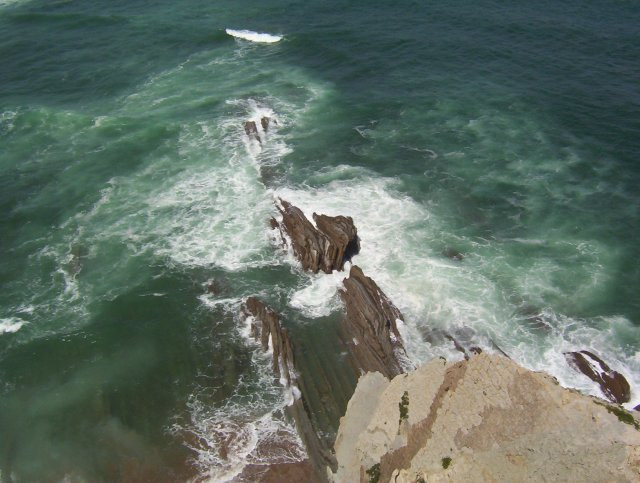
Acantilado en el mar Cantábrico.

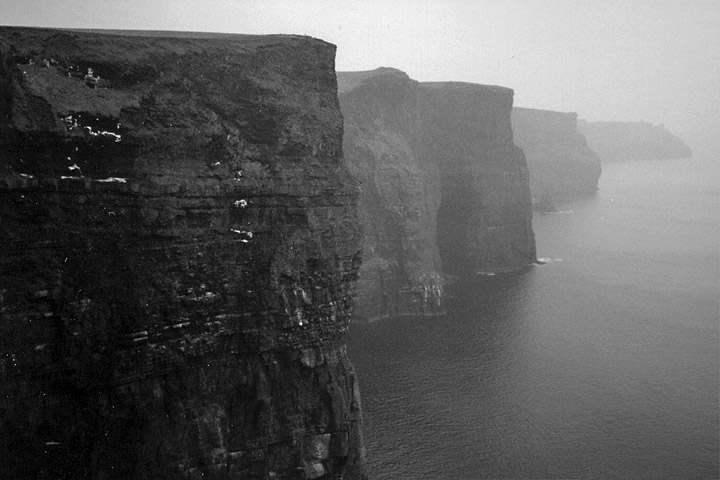
Acantilados de Moher, Irlanda.

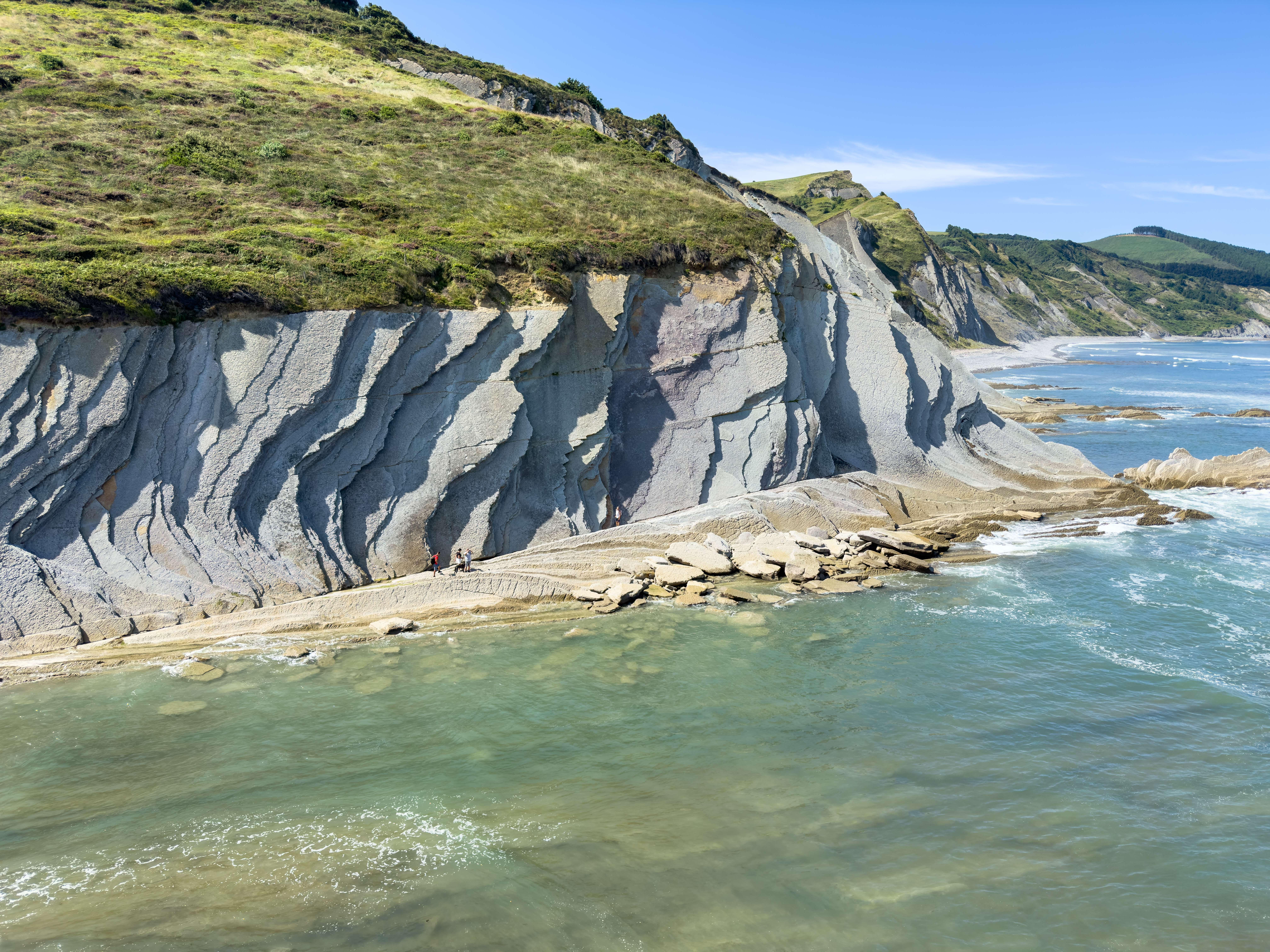
Rasa mareal entre Deva y Zumaya en Guipúzcoa (España).

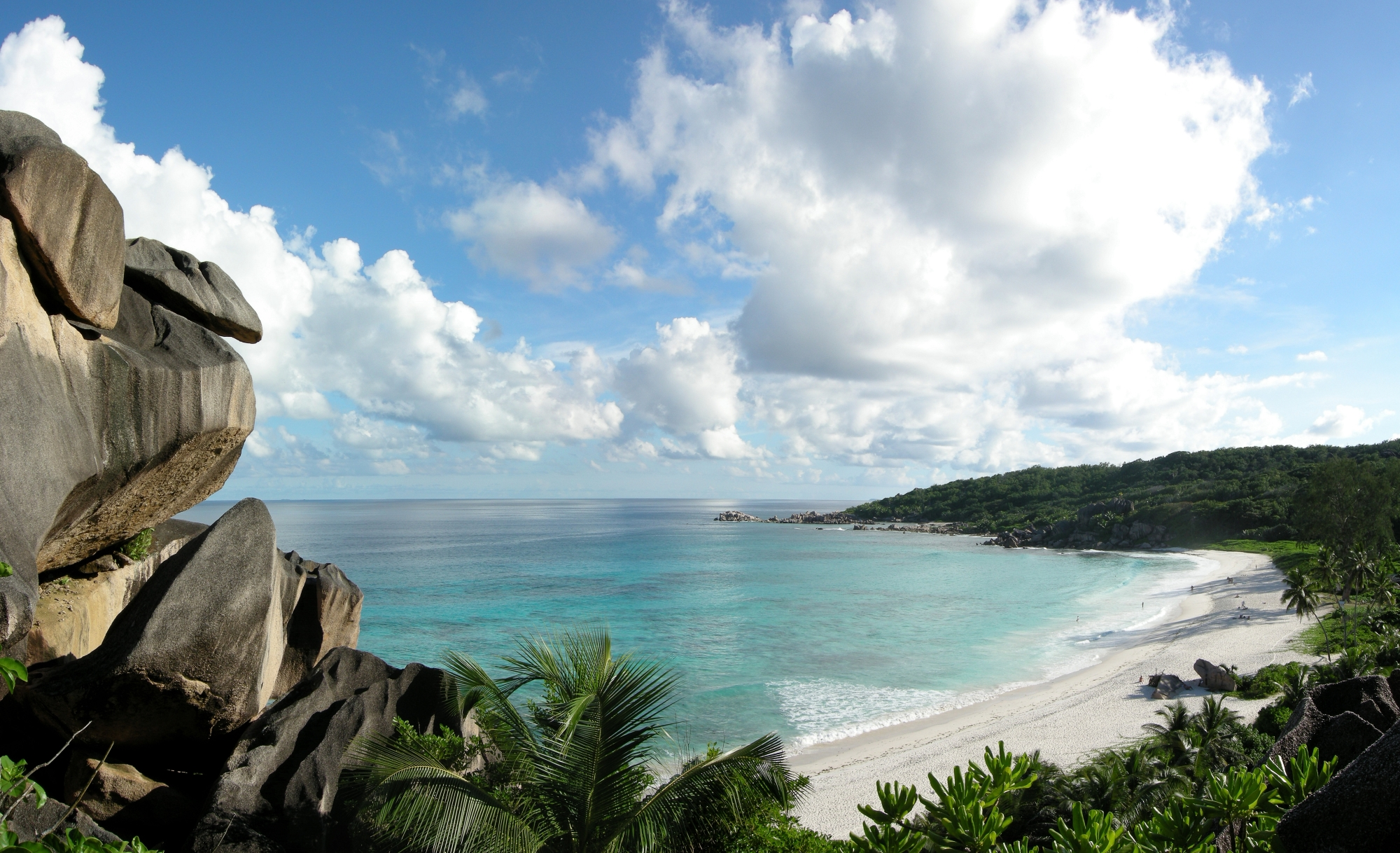
Playa de Grand Anse en La Digue, Seychelles.

El relieve costero es el relieve terrestre que se encuentran en las costas, que es el lugar donde está en contacto la tierra emergida y el mar, pueden ser abruptos (acantilados) o llanos (playas), tienen entrantes del mar (golfos y bahías) y tienen salientes terrestres (cabo, península).

## Clasificación
El relieve se clasifica, según sean las aguas del mar las que se internan en la tierra o sea la tierra que se interna adentro del mar. Depende a esto se clasifican en:
- Entrantes
- Salientes

Y sobre la base de su morfología pueden distinguirse en:
- Abruptos
- Llanos

## Entrantes

### Golfo
Un golfo es un entrante de mar en la costa.
También es una masa de tierra

### Bahía
Una bahía es una entrada a un mar, océano o lago, rodeada por tierra excepto por una apertura, que suele ser más ancha que el resto de la penetración en tierra adentro.

### Ensenada
Una ensenada es una entrada de agua circular o redondeada con una boca estrecha.

### Ría
Las Rías son desembocaduras profundas de los ríos que hacen que el mar penetre hacia el interior.

### Fiordo
Un fiordo es un barranco excavado por un glaciar que luego ha sido invadido por el mar, dejando agua salada. Normalmente son estrechos y están bordeados por empinadas montañas que nacen bajo el nivel del mar.

## Salientes
En este caso la parte terrestre se apoya más al océano. Estas están rodeadas por agua por tres de sus lados, más, por uno otro se unen con una masa de tierra regularmente por un istmo. Entre los principales relieves costeros salientes están las penínsulas y los cabos o puntas.

### Península
Una península es una extensión de tierra rodeada de mar por todas partes excepto por una zona relativamente estrecha, llamada istmo, que la une a un territorio mayor.

### Cabo
Un cabo, o punta, es una parte de la costa que se adentra en el mar. Puede tener gran influencia sobre las corrientes oceánicas y la navegación.
Se encuentra en la isla.

### Tómbolo
Los tómbolos son barras de arena que unen el continente con una isla pequeña. Se trata de un accidente geográfico sedimentario, como por ejemplo una barra, que forma una estrecha lengua de tierra entre una isla o una gran roca alejada de la costa y tierra firme, o entre dos islas o grandes rocas.

### Archipiélago
Un archipiélago es una cadena o un conjunto de islas y el mar que las rodea. Los archipiélagos puede ser de origen volcánico, formados en las dorsales oceánicas, o puntos calientes. También hay archipiélagos de origen coralino o como resultado de plegamientos que han dejado emergidas cimas que forman el archipiélago como, por ejemplo, el archipiélago balear o en el mar Mediterráneo. Hay muchos otros procesos implicados en su formación, como la erosión y la sedimentación.

### Isla
Una Isla es una zona de tierra firme, más o menos extensa, rodeada completamente por una masa de agua. Toda su superficie, tomada a la misma altura sobre el nivel del mar, está sometida a un clima similar, a diferencia de lo que ocurre en los continentes. Existen islas en los ríos, lagos, mares y océanos.

### Duna
Una duna es una acumulación de arena, en los desiertos o el litoral, generada por el viento, por lo que las dunas poseen unas capas suaves y uniformes.

## Abruptos

### Acantilado
Un acantilado es una vertical y abrupta formación rocosa de la costa, escarpe litoral modelado por la acción erosiva del oleaje y de las corrientes derivadas de él, sobre rocas de cualquier naturaleza. Formando cantiles o escalones con los cuales las olas se estrellan.

### Rasa mareal
Una rasa mareal es una plataforma rocosa costera, al nivel de la marea baja, que aparece por delante de un acantilado rocoso. Se trata de una formación debida a la erosión del mar sobre este.

### Terraza marina
La terraza marina consiste en una plataforma que ha sido expuesta como resultado de la combinación de dos fenómenos: variaciones del nivel del mar y cambios tectónicos de alzamiento y subsidencia a lo largo de la costa.

### Farallón
Farallón: roca alta y cortada verticalmente especialmente la situada en la costa.

### Estrecho
Un estrecho  es un canal de agua que conecta dos lagos, mares u océanos y, en consecuencia se encuentra entre dos masas de tierra.

## Llanos

### Playa
Una playa es un depósito de sedimentos no consolidados que varían entre arena y grava, excluyendo el fango ya que no es un plano aluvial o costa de manglar, que se extiende desde la base de la duna o el límite donde termina la vegetación hasta una profundidad por donde los sedimentos ya no se mueven.

### Llanura de marea
Una llanura de marea es un humedal costero que se forma cuando los sedimentos detríticos (arcillas, limos o arenas) son reelaborados por las mareas.

### Flecha litoral
Una flecha litoral es un cordón de tierra en el interior de una bahía, o la acumulación de arena delante de la costa, a veces estos depósitos se apoyan en cabos o promontorios.

### Marisma
Marisma: es un ecosistema húmedo con plantas herbáceas que crecen en el agua. Una marisma es diferente de una ciénaga, la cual está dominada por árboles en vez de herbáceas. El agua de una marisma puede ser dulce o del mar, aunque normalmente es una mezcla de ambas, denominada salobre. Las marismas costeras suelen estar asociadas a estuarios, estas se basan comúnmente en suelos con fondos arenosos.

### Laguna costera
Es una laguna litoral de agua salada o ligeramente salobre, separada del mar por una lengua o cordón de arenas pero en comunicación con el mar por uno o más puntos. Su formación suele deberse a la colmatación de una antigua bahía por los aportes de sedimentos marinos o fluviales.

### Deltas
Un delta fluvial es aquel territorio triangular formado en la desembocadura de un río, mediante sedimentos que se depositan a medida que la corriente del río va desapareciendo. 

### Estuario
Un estuario es la parte más ancha y profunda de la desembocadura de un río en el mar abierto o en el océano, generalmente en zonas donde las mareas tienen amplitud u oscilación.

### Banco de arena
Un banco de arena es la acumulación de arena, grava o guijarros a lo largo del litoral o en el lecho de un río.